# Ramnefjellsfossen
Ramnefjellsfossen (også kendt som Utigardsfossen) er et vandfald ved Nesdal i Stryn kommune i Vestland fylke i Norge. Vandfaldet ligger ved Ramnefjellet som var åstedet for to af Norges største stenskredsulykker i henholdsvis 1905 og 1936, hvor 61 og 74 mennesker mistede livet, da stenskred skabte flodbølger som raserede flere bebyggelser.
Fossen ligger i Utigardselva, som er en del af Loenvassdraget. Elven får vand fra Ramnefjellsbræen som er en del av Jostedalsbræen og den løber ud i Loenvannet.
Fossen har et totalt fald på 808 meter fordelt på flere afdelinger, hvoraf den største er på ca. 600 meter.
Elven er ikke reguleret.